# Philémon et Baucis (La Fontaine)
Pour les articles homonymes, voir Philémon et Baucis (homonymie).
Philémon et Baucis est la vingt-cinquième fable du livre XII de Jean de La Fontaine situé dans le troisième et dernier recueil des Fables de La Fontaine, édité pour la première fois en 1693 mais daté de 1694.